# Krondorf (Hirschau)
Krondorf ist ein Gemeindeteil der Stadt Hirschau im Landkreis Amberg-Sulzbach in der Oberpfalz in Bayern.

## Geographie
Das Dorf liegt zwischen der Bundesstraße 14 und der Staatsstraße 2238. Zwischen Hirschau und Gebenbach befindet sich auf der Bundesstraße 14 eine Abzweigung, auf der St 2238 gibt es eine Abzweigung zwischen Hirschau und Amberg, über die man Burgstall erreicht.

## Geschichte
Krondorf gehörte zur Gemeinde Mimbach, bis diese am 1. Januar 1972 aufgelöst und zum Teil (Gemeindeteile Burgstall, Steiningloh und Urspring) nach Hirschau eingemeindet wurde.

## Baudenkmäler

### Herz-Jesu-Kapelle
1871 baten vier Gemeindemitglieder um die Erlaubnis zum Bau einer Kapelle, um alten und gebrechlichen Einheimischen den Kirchenbesuch zu ermöglichen. 1907 wurde die katholische Dorfkapelle "Herz Jesu" errichtet. Auf der vorderen Giebelseite der Kapelle befindet sich in einem mit Kupferblech verkleideten Türmchen eine kleine Glocke.
1997 erfolgte eine Außen- in den Jahren 1998 und 1999 die Innenrenovierung verbunden mit der Sanierung des Gestühls, der Heiligenfiguren und der Kreuzwegstationen sowie der Erstellung eines neuen Altars. Der bisherige Altar aus Granit wurde durch eine Nachbildung des Altars nach der ersten Fassung ersetzt, der im Chorbogen vor einem blauen Sternenhimmel steht. Bei der Innenrenovierung legte man seitlich über dem Chorbogen zwei Gemälde frei Unter sechs Farbschichten kamen zwei auf Wolken schwebende Engel zum Vorschein. Das Deckengemälde zeigt den auferstehenden Christus.

## Verkehr
Krondorf erreicht man über die Staatsstraße 2238. Zwischen Hirschau und Amberg führt eine Abzweigung nach Krondorf. Von der Bundesstraße 14 führt eine Abzweigung zwischen Hirschau und Gebenbach nach Krondorf.
An den öffentlichen Nahverkehr ist Krondorf über eine Buslinie angebunden. Dabei handelt es sich um die Linie 55 der RBO zwischen Amberg und Weiden über Schnaittenbach. (VGN-Linie 455).
Der nächstgelegene Bahnhof liegt in Amberg in 13 Kilometer Entfernung.